# At Long Last Leave
«At Long Last Leave» (с англ. — «Наконец ушедшие») — четырнадцатый эпизод двадцать третьего сезона мультсериала «Симпсоны», который вышел на телеканале «FOX» 19 февраля 2012 года. 500-й эпизод сериала.

## Сюжет
Симпсоны узнают, что на Спрингфилд надвигаются китайские ракеты, и убегают в бомбоубежище на 3 часа. Позднее им становится скучно, и любопытство Лизы заставляет семью увидеть, что город опустел. Вдруг они замечают, что у мэрии припарковалось множество машин. Оказалось, что там собрались все жители Спрингфилда на городское собрание, и все они голосуют за изгнание семьи из города навсегда. Они даже подготовились, чтобы голосование против Симпсонов прошло успешно.
Семейство выдаёт себя, они выходят на сцену. Мэр Куимби говорит, что Спрингфлд обанкротился из-за постоянной уборки после их проделок. Мардж решает переубедить жителей, чтобы семья осталась, но безуспешно: Куимби считает её «худшей из Симпсонов». В честь изгнания Симпсонов из города горожане устраивают праздник.
Семья уезжает на машине, но ночью для них нигде нет места для ночлега. Наконец, они натыкаются на место под названием «Чужеземье»: заброшенное, прогнившее место, где живут лишь плохие люди и нет правил. Симпсоны находят свободный дом и пытаются пристроиться к новой жизни. Их соседом оказывается Джулиан Ассанж.
Однако Мардж начинает скучать по Спрингфилду. Гомер и Мардж тайно уезжают в город под маскировкой мистера Бёрнса и Смитерса, пьянеют и занимаются сексом в их старом доме. Шеф Виггам их обнаруживает и призывает горожан, дабы расстрелять их. Мардж говорит, что они наконец нашли место, где их принимают такими, какими есть, и любят друг друга без ненависти остальных. Гомер и Мардж уходят сквозь озадаченную толпу и возвращаются в Чужеземье.
В новом доме семья наконец привыкла к их грязной жизни, и тут Барт видит прокравшихся Ленни и Карла. Они хотят тоже начать другую жизнь, подальше от Спрингфилда. Вскоре Мо, Куимби и все остальные спрингфилдцы приходят и решают прижиться в Чужеземье. Теперь Спрингфилд стал одним из городов, который развился на несколько земель.
Директор Скиннер, однако, остался в пустынном Спрингфилде, пока Барт не подбирает его на самодельном вертолёте. Скиннер говорит: «Хорошо быть нужным». До появления этой сцены появилась надпись, что "серия была посвящена тем, кто редко выходил на улицу, если, конечно, не хватит смелости оскорбить серию из-за того, что так хуже всего делается с теми, кто хотел выходить на улицу".

## Производство
Сюжет эпизода был впервые объявлен на «Comic-Con» 23 июля 2011 года во время комитета с производителями сериала. Австралийский активист Джулиан Ассанж, основатель WikiLeaks, озвучил самого себя. В 2010 году в Швеции был выдан ордер на арест Ассанжа за сексуальные домогательства и изнасилования. В Англии он был посажен под домашний арест, поэтому записал свои реплики по телефону. Исполнительный продюсер Эл Джин, контролировавший его озвучивание из Лос-Анджелеса, не знал информации о местонахождении активиста. По словам Джина в интервью с Entertainment Weekly, Мэтт Грейнинг узнал по слухам, что Ассанж хотел появиться в шоу. Кастинг-директору Боните Пьетиле была поставлена задача: дозвониться до Ассанжа и убедиться, что он готов. В эпизоде нет никаких ссылок на его арест. Джин прокомментировал: «Он является противоречивой фигурой, и есть веские причины на это. Был даже спор, будет он или не будет озвучивать, но в конце концов мы взяли и сделали это».

## Маркетинг
В честь выхода 500-го эпизода в эфир телеканал FOX устроил непрерывный марафон эпизодов сериала, дабы побить рекорд Книги рекордов Гиннесса «как самый длительный просмотр телевидения». Для участия в конкурсе были отобраны сотни поклонников сериала. Как отметил Патрик Кевин Дэй из Los Angeles Times: «Не исключено, что супер-фанаты Симпсонов не продержатся до 500-го эпизода. В противном случае, у них может быть риск головной боли, дрожания рук, галлюцинаций и депрессии». Марафон длился с 8 по 12 февраля 2012 года. Были показаны 237 эпизодов сериала. Через 86 часов и 37 минут были выявлены победители — Джеремайя Франко и Карин Шрив — побившие рекорд продолжительности, установленный в 2010 году во время просмотра сериала «24 часа», и получившие денежный приз в размере 10500 долларов, а также приглашение на празднование по случаю выпуска юбилейного 500-го эпизода.

## Культурные отсылки
Будучи поклонником мюзиклов, сценарист эпизода Майкл Прайс использовал в названии эпизода отсылку к песне Коула Портера «At Long Last Love».

## Отношение критиков
Эпизод получил очень положительные оценки от телекритиков, которые его просматривали на предпоказе эпизода во время праздника. Мэтт Роуш из TV Guide назвал заставку потрясающей и пришёл к выводу: «Симпсоны вновь доказывают, что они всё ещё могут быть классическими для нашего возраста и на века».
Алан Сепинуолл из HitFix написал: «Хоть там есть похожий сюжет, который мы уже знаем, там есть множество шуток, которые делают день счастливее».
Джеймс Понивозик, критик из TIME, считает, что качество шоу было снижено в 1990-х, но многие моменты заставили его «умирать со смеху и понять, почему мне так нравятся Симпсоны».